# Valltjärnen (Kalls socken, Jämtland)
Valltjärnen är en sjö i Åre kommun i Jämtland och ingår i Indalsälvens huvudavrinningsområde. Sjön har en area på 0,132 kvadratkilometer och ligger 407,1 meter över havet.

## Delavrinningsområde
Valltjärnen ingår i det delavrinningsområde (706647-136265) som SMHI kallar för Utloppet av Valltjärnen. Medelhöjden är 417 meter över havet och ytan är 0,68 kvadratkilometer. Det finns inga avrinningsområden uppströms utan avrinningsområdet är högsta punkten. Vattendraget som avvattnar avrinningsområdet har biflödesordning 2, vilket innebär att vattnet flödar genom totalt 2 vattendrag innan det når havet efter 344 kilometer. Avrinningsområdet består mestadels av skog (80 procent). Avrinningsområdet har 0,13 kvadratkilometer vattenytor vilket ger det en sjöprocent på 19,2 procent.